# متحف سان ريمون
متحف سان ريمون هو متحف متخصص في الآثار يقع في تولوز، فرنسا.

## أعداد الزوار
المصدر: www.data.gouv.fr

## تماثيل الأباطرة الرومان
من محتويات المتحف تماثيل للكثير من الأباطرة الرومان

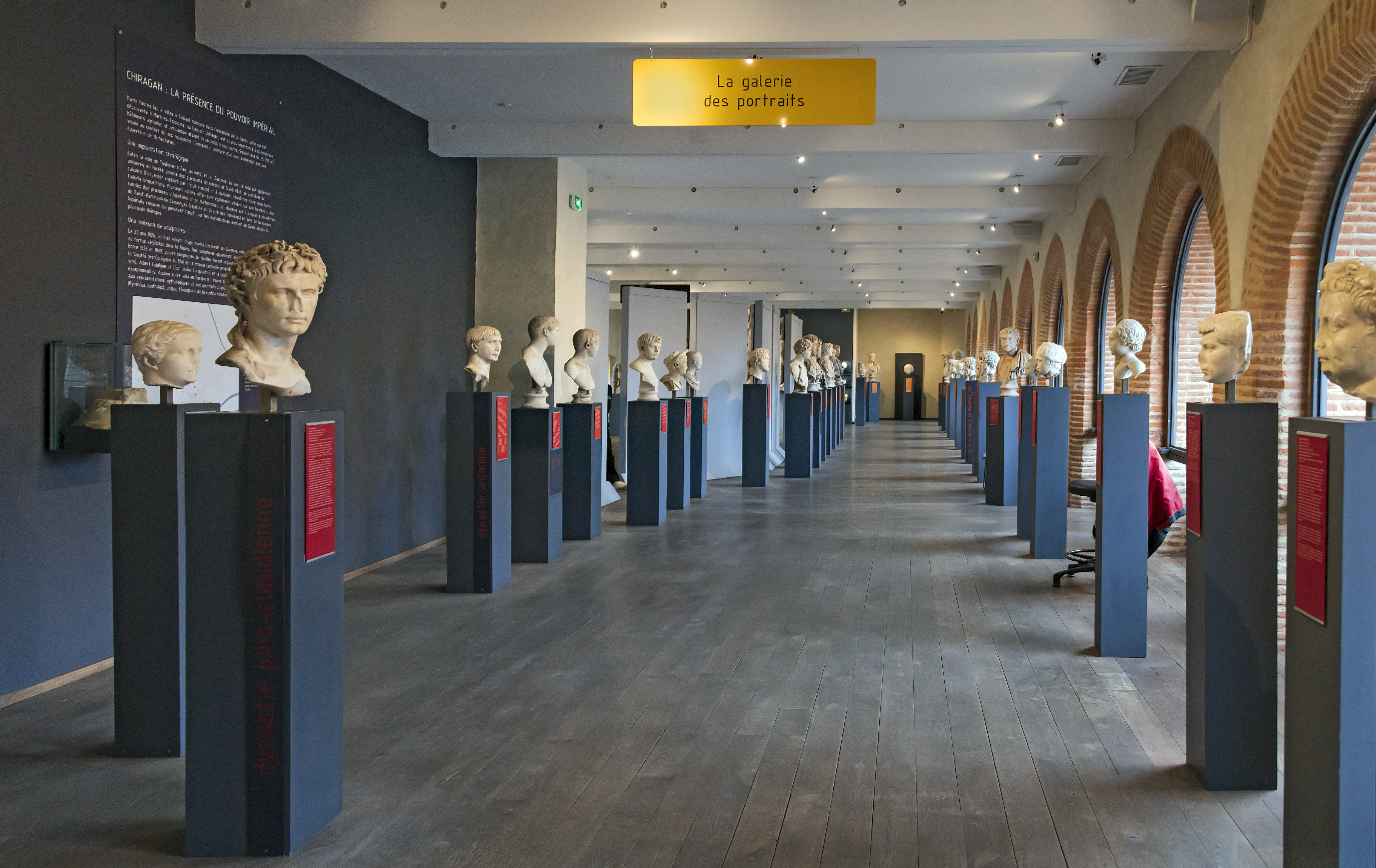
منظر عام للمعرض
تمثال نصفي لأغسطس
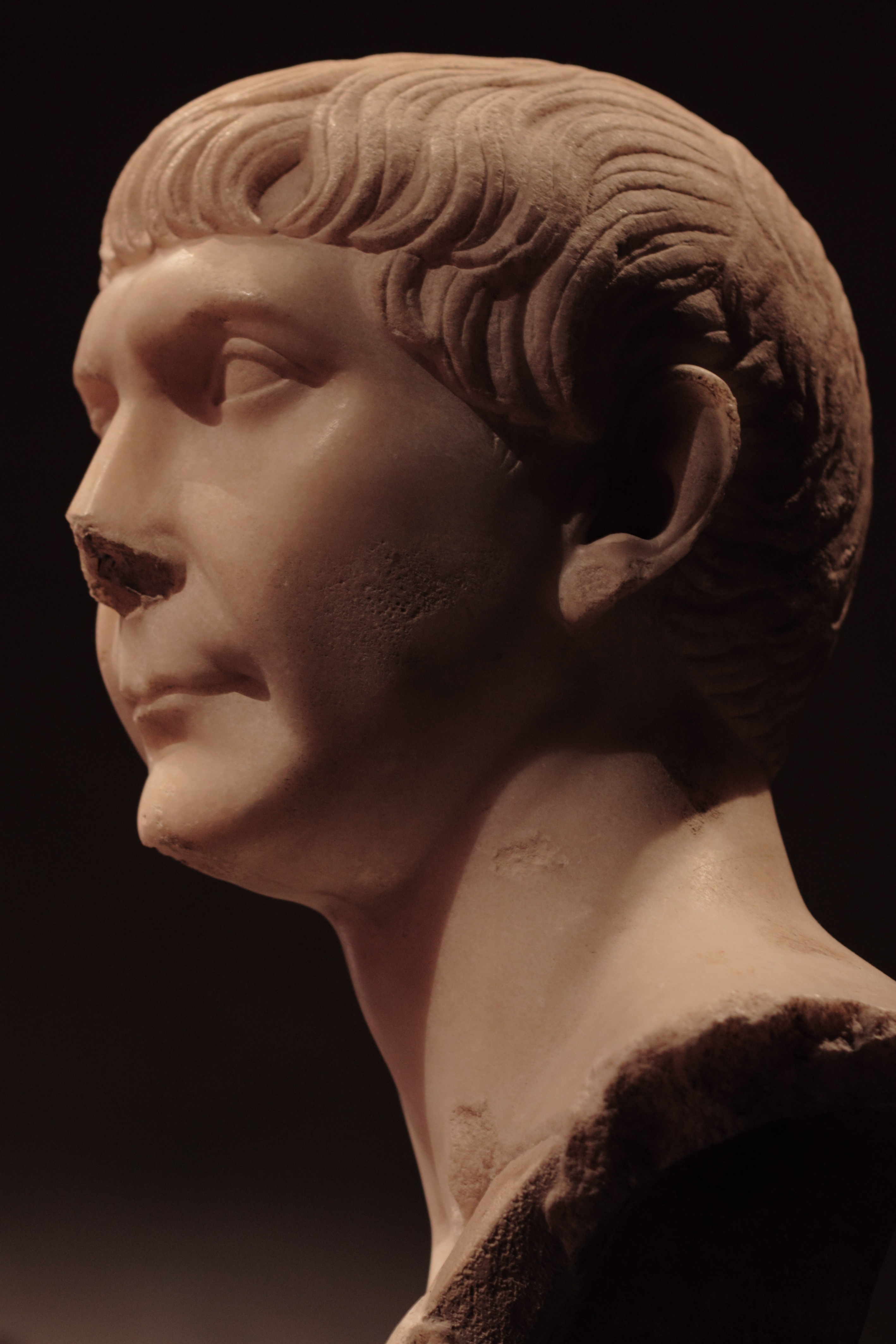
تمثال نصفي لتراجان

## وصلات خارجية
- الموقع الرسمي نسخة محفوظة 6 أغسطس 2011 على موقع واي باك مشين.